# 帕克卡波·提拉薩庫爾
帕克卡波·提拉萨库尔（2004年11月11日—），泰國男子羽毛球運動員。

## 簡歷
2019年9月，帕克卡波·提拉萨库尔与搭档帕尼查蓬·提拉薩庫爾出战馬爾代夫羽毛球國際系列賽，在男双决赛以0比2（16-21、15-21）不敌印度的Vaibhaav .／Prakash Raj，赢得亚军。

## 主要比賽成績
只列出曾進入準決賽的國際賽事成績：
| 年份   | 賽事                         | 公開賽級別 | 項目     | 拍檔                | 成績   |
| ------ | ---------------------------- | ---------- | -------- | ------------------- | ------ |
| 2019年 | 馬爾代夫羽毛球國際系列賽     | 國際系列賽 | 男子雙打 | 帕尼查蓬·提拉萨库尔 | 亞軍   |
| 2022年 | 马来西亚羽毛球國際系列賽     | 國際系列賽 | 混合雙打 | 帕泰瑪斯·門翁       | 準決賽 |
| 2022年 | 新亞奎丹羽毛球未來系列賽     | 未來系列賽 | 男子雙打 | 佩拉查伊·苏芬       | 冠軍   |
| 2023年 | 吉隆坡羽毛球大師賽           | 超級100賽  | 混合雙打 | 帕泰瑪斯·門翁       | 亞軍   |
| 2023年 | 印尼泗水羽毛球國際挑戰賽     | 國際挑戰賽 | 混合雙打 | 帕泰瑪斯·門翁       | 準決賽 |
| 2023年 | 東南亞運動會羽毛球比賽       | 其他       | 男子團體 | －                  | 季军   |
| 2023年 | 東南亞運動會羽毛球比賽       | 其他       | 男子雙打 | 佩拉查伊·苏芬       | 银牌   |
| 2023年 | 東南亞運動會羽毛球比賽       | 其他       | 混合雙打 | 帕泰瑪斯·門翁       | 季军   |
| 2024年 | 美國羽毛球公開賽             | 超級300賽  | 男子雙打 | 佩拉查伊·苏芬       | 冠軍   |
| 2024年 | 美國羽毛球公開賽             | 超級300賽  | 混合雙打 | 帕泰瑪斯·門翁       | 冠軍   |
| 2024年 | 丹麥羽毛球國際挑戰賽         | 國際挑戰賽 | 混合雙打 | 帕泰瑪斯·門翁       | 準決賽 |
| 2024年 | 泰国羽毛球國際挑戰賽         | 國際挑戰賽 | 男子雙打 | 佩拉查伊·苏芬       | 亞軍   |
| 2024年 | 泰国羽毛球國際挑戰賽         | 國際挑戰賽 | 混合雙打 | 帕泰瑪斯·門翁       | 冠軍   |
| 2024年 | 越南羽毛球國際挑戰賽         | 國際挑戰賽 | 男子雙打 | 佩拉查伊·苏芬       | 準決賽 |
| 2024年 | 越南羽毛球國際挑戰賽         | 國際挑戰賽 | 混合雙打 | 帕泰瑪斯·門翁       | 冠軍   |
| 2024年 | 泰國羽毛球大師賽             | 超級300賽  | 男子雙打 | 佩拉查伊·苏芬       | 亞軍   |
| 2024年 | 台北羽球公開賽               | 超級300賽  | 混合雙打 | 帕泰瑪斯·門翁       | 冠軍   |
| 2025年 | 亞洲羽毛球混合團体錦標賽     | 其他       | 混合團体 | －                  | 季軍   |
| 2025年 | 夏季世界大學運動會羽毛球比賽 | 其他       | 男子雙打 | 佩拉查伊·苏芬       | 銅牌   |

| 2018-2026年 | 總決賽 | 超級1000賽 | 超級750賽 | 超級500賽 | 超級300賽 | 超級100賽 | 國際挑戰賽 | 國際系列賽 | 未來系列賽 | 其他 |

## 外部連結
- 帕克卡波·提拉薩庫爾在世界羽球聯盟的登錄資料